# Anvers (provincie)
Anvers (în franceză Anvers, în neerlandeză Antwerpen), este o provincie din regiunea Flandra din Belgia. Capitala este orașul Anvers. 

## Comune
Provincia Anvers conține 70 de comune, grupate în trei arondismente administrative, din care 8 au titlul de oraș.
|  | Arondismentul Anvers: | Arondismentul Mechelen: | Arondismentul Turnhout: |
|  | - 01. Aartselaar - 02. Anvers - 08. Boechout - 10. Boom - 12. Borsbeek - 13. Brasschaat - 14. Brecht - 17. Edegem - 18. Essen - 22. Hemiksem - 27. Hove - 29. Kalmthout - 30. Kapellen - 32. Kontich - 36. Lint - 37. Malle - 42. Mortsel - 43. Niel - 49. Ranst - 53. Rumst - 54. Schelle - 55. Schilde - 56. Schoten - 59. Stabroek - 64. Wijnegem - 66. Wommelgem - 67. Wuustwezel - 68. Zandhoven - 69. Zoersel - 70. Zwijndrecht | - 07. Berlaar - 09. Bonheiden - 11. Bornem - 16. Duffel - 21. Heist-op-den-Berg - 34. Lier - 38. Mechelen - 44. Nijlen - 47. Putte - 48. Puurs - 57. Sint-Amands - 58. Sint-Katelijne-Waver - 65. Willebroek | - 03. Arendonk - 04. Baarle-Hertog - 05. Balen - 06. Beerse - 15. Dessel - 19. Geel - 20. Grobbendonk - 23. Herentals - 24. Herenthout - 25. Herselt - 26. Hoogstraten - 28. Hulshout - 31. Kasterlee - 33. Laakdal - 35. Lille - 39. Meerhout - 40. Merksplas - 41. Mol - 45. Olen - 46. Oud-Turnhout - 50. Ravels - 51. Retie - 52. Rijkevorsel - 60. Turnhout - 61. Vorselaar - 62. Vosselaar - 63. Westerlo |

1. ↑   http://statbel.fgov.be/fr/statistiques/chiffres/environnement/geo/occupation_sol_cadastre/ Lipsește sau este vid: |title= (ajutor)
2. ↑  GeoNames, accesat în 9 iulie 2017